# نعمان (دهستان)
 نعمان  به عربی (الُنعمان)، دهستانی است در قلهٔ کوه (جبل تیس)، در عزلهٔ (الواسط)، از توابع استان حُدَیده در کشور یمن در شبه جزیره عربستان. 

## جمعیت
جمعیت آن ( ۱۰۱۲۰ ) نفر (۳۰ خانوار) می‌باشد.

## روستاها
روستاهای توابع این دهستان عبارتند از:
- روستای قریة جبا کحلان
- روستای غَفار
- روستای جبل نعمان
- روستای خولان بَنی عامر

## منبع
- المقحفی، ابراهیم، احمد ، (مُعجَم المُدُن وَالقَبائِل الیَمَنِیَة) ، منشورات دار الحکمة، صنعاء، چاپ پنجم، وانتشار سال ۱۹۸۵ میلادی به (عربی).